# Smittina echinata
Smittina echinata är en mossdjursart som beskrevs av Ferdinand Canu och Ray Smith Bassler 1928. Smittina echinata ingår i släktet Smittina och familjen Smittinidae. Inga underarter finns listade i Catalogue of Life.